# Frederik Madsen
Frederik Rodenberg Madsen (ur. 22 stycznia 1998 w Værløse) – duński kolarz torowy i szosowy, dwukrotny medalista olimpijski i wielokrotny medalista torowych mistrzostw świata.

## Kariera
Pierwszy sukces w karierze osiągnął w 2015 roku, kiedy zdobył srebrny medal w drużynowym wyścigu na dochodzenie podczas torowych mistrzostw Europy juniorów. W 2016 roku zdobył dwa medale. Najpierw wspólnie z Lasse Normanem Hansenem, Niklasem Larsenem, Casperem von Folsachem i Rasmusem Quaade zdobył brązowy medal w drużynowym wyścigu na dochodzenie na mistrzostwach świata w Londynie. Następnie w tej samej konkurencji zajął trzecie miejsce podczas igrzysk olimpijskich w Rio de Janeiro. Z drużyną zdobywał następnie brąz na mistrzostwach świata w Apeldoorn (2018), złoto na mistrzostwach świata w Berlinie (2020) oraz srebro podczas igrzysk olimpijskich w Tokio.